# Glińsko
Glińsko (prononciation : [ˈɡliɲskɔ]) est un village polonais de la gmina de Śmigiel dans le powiat de Kościan de la voïvodie de Grande-Pologne dans le Centre-Ouest de la Pologne.
Il se situe à environ 2 kilomètres au nord-est de Śmigiel (siège de la gmina), à 11 kilomètres au sud-ouest de Kościan (siège du powiat) et à 50 kilomètres au sud-ouest de Poznań (capitale régionale).
Le village possédait une population de 180 habitants en 2006.

## Histoire
De 1975 à 1998, le village faisait partie du territoire de la voïvodie de Leszno.

Depuis 1999, Glińsko est situé dans la voïvodie de Grande-Pologne.